# Victoria Road (Port Talbot)
El Victoria Road, actualmente conocido como Estadio GenQuip por razones de patrocinio, es un estadio deportivo situado en Port Talbot (Gales, Reino Unido).

## Instalaciones
A comienzos del s. XXI, se llevaron a cabo numerosas mejoras, se renovaron los vestuarios, se levantó una nueva tribuna con 260 asientos, se instalaron focos, pórticos, cámaras de televisión, torniquetes y una superficie dura en todo el terreno de juego.
En la temporada 2001-2002 el Victoria Road fue rebautizado como The RE / MAX Stadium tras un acuerdo de patrocinio y el número de plazas se incrementó hasta las 1000 con la construcción de 750 asientos. Asimismo, se construyó la suite Gerald McCreesh, con vistas al estadio. Esta fuerte inversión convirtió el estadio en uno de los mejores de la Premier League de Gales.
Durante la temporada 2007-2008, se firmó un acuerdo de patrocinio de tres años, con lo cual el estadio cambió su nombre por el de la Compañía local GenQuip, pasándose a llamar Estadio GenQuip. Este acuerdo ayudó a seguir consolidando el estadio y el equipo como uno de los principales de la liga galesa.

## Asistencias
El estadio tiene una capacidad de seis mil espectadores (mil de ellos, sentados) y es el campo del Port Talbot Town FC . El récord de asistencia al estadio es 2 640 personas, registrado en un partido de la FAW Premier Cup contra el Swansea City, el 15 de enero de 2007. La asistencia en un partido de liga alcanzó los 804 espectadores en un encuentro contra el Afan Lido el 27 de enero de 2004; sin embargo, el equipo en general lucha por atraer a un mayor número de aficionados, ya que la asistencia promedio de la liga es de sólo 207 espectadores entre 1994 y 2010. El 5 de enero de 2013, en un intento por animar a más personas a asistir a los partidos del equipo, a los espectadores se les permitió elegir el precio que quisiesen pagar por ver los partidos del club contra el Bala Town .

## Imágenes

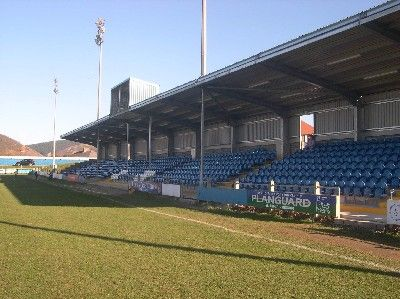
Vista del Estadio, a una de las gradas
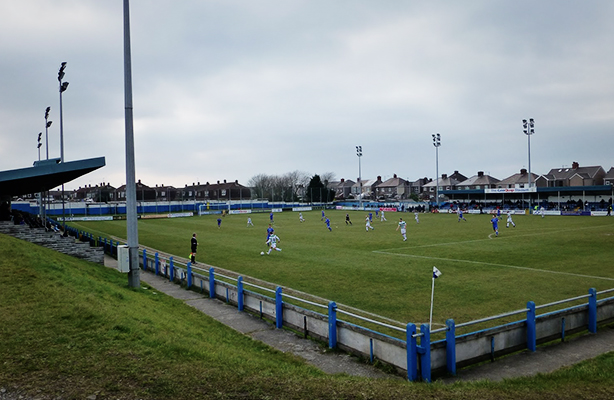
la cancha durante un partido de fútbol

- Datos: Q7927007